# Pen-y-Bont Football Club
Maillots
Actualités
Le Pen-y-Bont Football Club est un club gallois de football basé à Bridgend évoluant en Welsh Premier League. Né de la fusion en 2013 des clubs de Bridgend Town Football Club et de Bryntirion Athletic Football Club, il évolue au The KYMCO Stadium. Ses couleurs sont le bleu clair et le bleu marine.

## Histoire
Le Pen-y-Bont Football Club nait à la suite de la fusion de deux clubs de la ville de Bridgend, les Bridgend Town Football Club et de Bryntirion Athletic Football Club. Le club choisit comme stade de référence le Bryntirion Park et en finance le réaménagement par la vente du stade de Bridgend Town à un supermarché. Cette vente permet à la nouvelle entité d'installer une pelouse artificielle troisième génération assurant une disponibilité du stade par tous les temps. En janvier 2015, le club annonce la signature d'un partenariat avec une société basée à Bridgend, KYMCO Healthcare UK. Ce partenariat comprend le naming du stade qui devient le KYMCO Stadium.

## Bilan sportif

### Palmarès
- Championnat du pays de Galles
  - Vice-champion : 2025

- Coupe du pays de Galles
  - Finaliste : 2022

- Welsh Football League Division One
  - Vainqueur en 2018-2019.

### Bilan européen
Note : dans les résultats ci-dessous, le score du club est toujours donné en premier
| Saison    | Compétition             | Tour           | Club            | Domicile | Extérieur | Total |
| --------- | ----------------------- | -------------- | --------------- | -------- | --------- | ----- |
| 2023-2024 | Ligue Europa Conférence | Premier tour Q | FC Santa Coloma | 1 - 1    | 0 - 2 ap  | 1 - 3 |
| 2025-2026 | Ligue Conférence        | Premier tour Q | Kauno Žalgiris  | 1 - 1    | 0 - 3     | 1 - 4 |

Légende
- Victoire ou qualification pour le tour suivant
- Match nul
- Défaite ou élimination de la compétition